# Opisthoxia lyonetaria
Opisthoxia lyonetaria là một loài bướm đêm trong họ Geometridae.